# Чарлсон, Лесли
Лесли Чарлсон (англ. Leslie Charleson; 22 февраля 1945, Канзас-Сити, Миссури — 12 января 2025, Лос-Анджелес, Калифорния) — американская актриса мыльных опер.
Чарлсон начала свою карьеру в дневных мыльных операх в начале шестидесятых. В семидесятых она была частым гостем в прайм-тайм, в таких сериалах как «Доктор Маркус Уэлби» и «Счастливые дни». Чарлсон наиболее известна благодаря своей роли доктора Моники Куартермайн в мыльной опере «Главный госпиталь», где она снимается с 1977 года. Играя в шоу более тридцати пяти лет, Чарлсон, четырежды номинировалась на Дневную премию «Эмми» за лучшую женскую роль, однако никогда не выигрывала.

## Смерть
Чарлсон умерла 12 января 2025 года в Лос-Анджелесе в возрасте 79 лет. По данным Variety, она перенесла «несколько падений», которые вызвали проблемы с её подвижностью, и была госпитализирована после одного из них за неделю до своей смерти.

## Мыльные оперы
- 1964—1965 — / A Flame in the Wind
- 1966 — Как вращается мир / As the World Turns
- 1967—1970 — / Love Is a Many Splendored Thing
- с 1977 — Главный госпиталь / General Hospital